# Bolho (freguesia)
A Freguesia de Bolho foi uma freguesia portuguesa do Município de Cantanhede e paróquia da Diocese de Coimbra, freguesia que tinha 6,62 km² de área e 848 habitantes (2011), e, por isso, uma densidade populacional de 128,1 hab/km².
Foi extinta em 2013, no âmbito de uma reforma administrativa nacional, tendo sido agregada à freguesia de Sepins, para formar uma nova freguesia denominada União das Freguesias de Sepins e Bolho com a sede em Sepins.

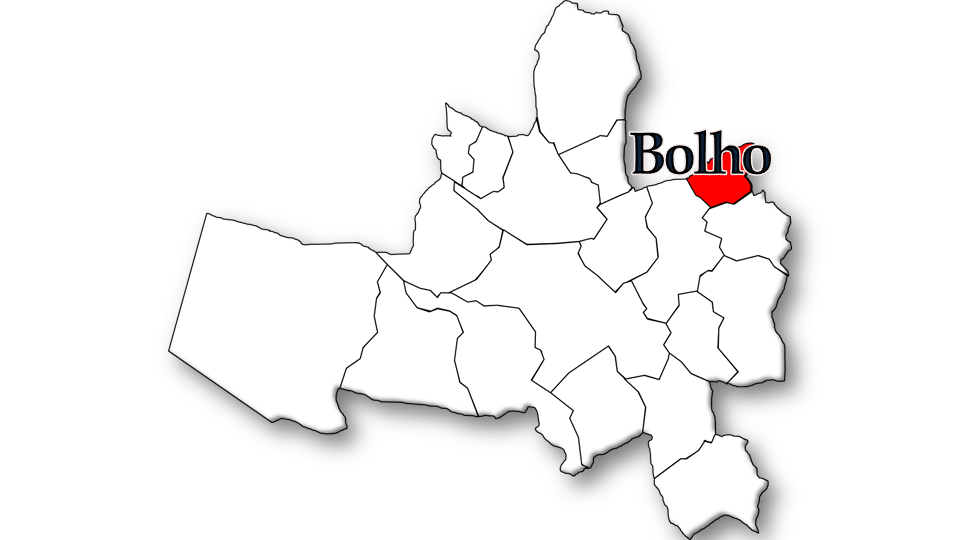
Localização no Município de Cantanhede

## População

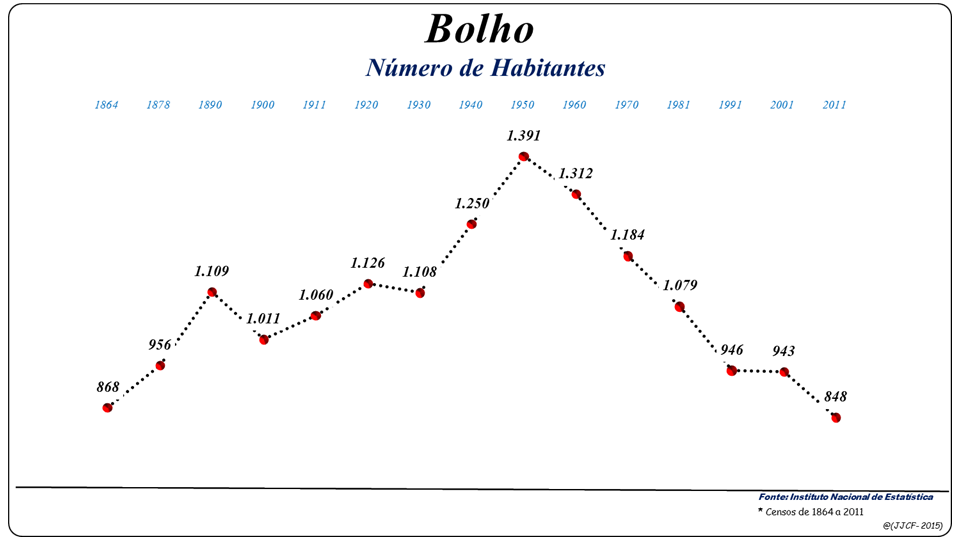
Evolução da População (1864 / 2011)

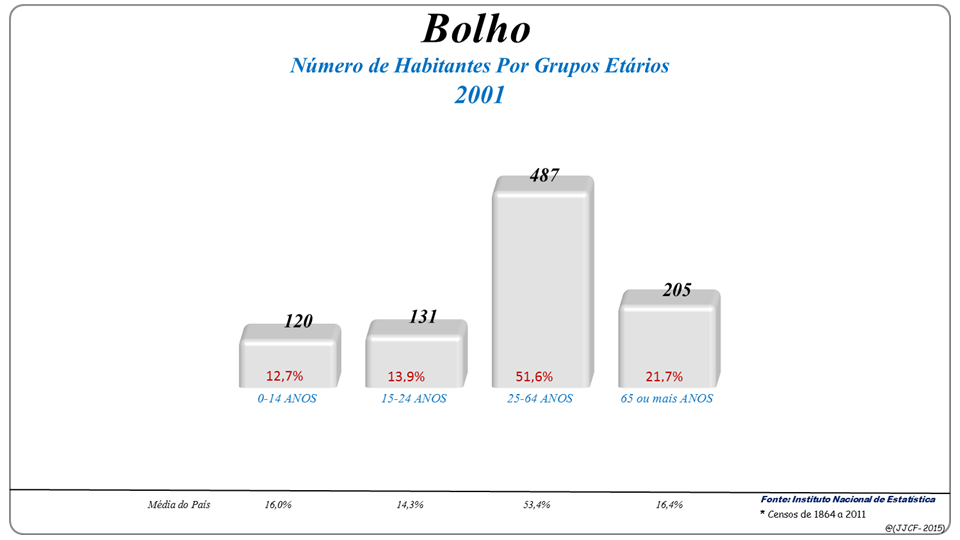
Grupos Etários (2001 e 2011)

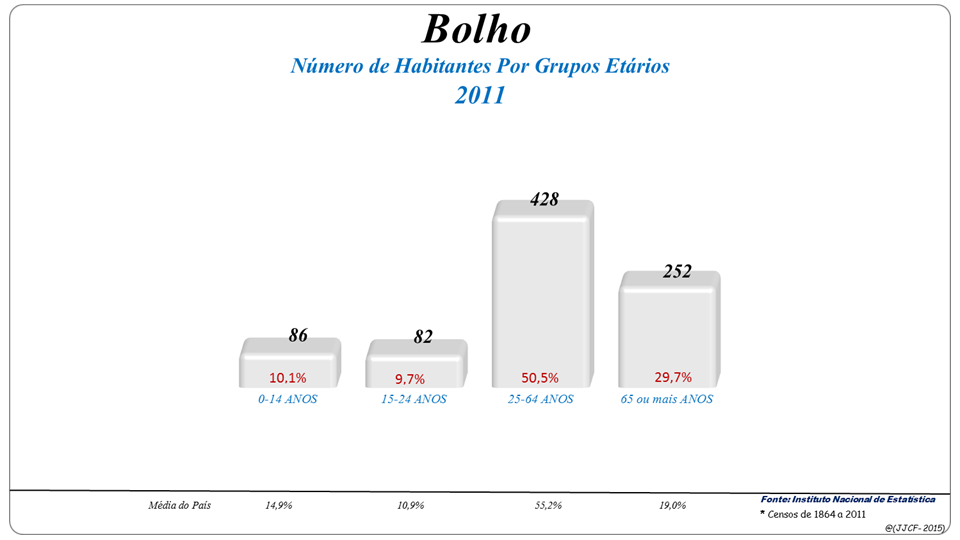
Grupos Etários (2001 e 2011)

| População da freguesia de Bolho | População da freguesia de Bolho | População da freguesia de Bolho | População da freguesia de Bolho | População da freguesia de Bolho | População da freguesia de Bolho | População da freguesia de Bolho | População da freguesia de Bolho | População da freguesia de Bolho | População da freguesia de Bolho | População da freguesia de Bolho | População da freguesia de Bolho | População da freguesia de Bolho | População da freguesia de Bolho | População da freguesia de Bolho |
| ------------------------------- | ------------------------------- | ------------------------------- | ------------------------------- | ------------------------------- | ------------------------------- | ------------------------------- | ------------------------------- | ------------------------------- | ------------------------------- | ------------------------------- | ------------------------------- | ------------------------------- | ------------------------------- | ------------------------------- |
| 1864                            | 1878                            | 1890                            | 1900                            | 1911                            | 1920                            | 1930                            | 1940                            | 1950                            | 1960                            | 1970                            | 1981                            | 1991                            | 2001                            | 2011                            |
| 868                             | 956                             | 1 109                           | 1 011                           | 1 060                           | 1 126                           | 1 108                           | 1 250                           | 1 391                           | 1 312                           | 1 184                           | 1 079                           | 946                             | 943                             | 848                             |

## Localidades
- Bolho
- Venda Nova [3]
- Casal do Bolho

## Património
- Cruzeiro da Venda Nova
- Chafariz
- Parque da Fonte do Freixial